# São Bentinho
São Bentinho este un oraș în Paraíba (PB), Brazilia.